# Anne Sophia Hermansen
Anne Sophia Hermansen (født 19. juli 1972) er kulturkommentator på Weekendavisen og tidligere kulturredaktør og debatredaktør på Berlingske. Hun har været pressechef i den finansielle sektor samt radiovært på Radio24Syv og tv-vært på Danmarks Radio.
Hermansen er flere gange blevet fremhævet som en person med stor indflydelse på samfundsdebatten i Danmark. Hun har således figureret flere gange på Politikens årlige liste over landets mest markante meningsdannere, og hun er blevet udvalgt af Alt for damerne som en af 11 kvinder med størst indflydelse i Danmark.

## Uddannelse og karriere
Hermansen er uddannet mag.art. i litteraturvidenskab og idéhistorie. Hun arbejdede fra 1998 som projektmedarbejder hos Kræftens Bekæmpelse, men kom i 2003 til Cision som informationskonsulent. Fra 2005 var hun kommunikationskonsulent hos ATP, og fra 2006 kommunikationsrådgiver i PenSam. Fra 2007 til 2014 var hun pressechef i Alm. Brand.
I 2014 skiftede hun til TV 2 News som finansvært, men stoppede efter kun to måneder. Senere blev hun ansat i DR, hvor hun var vært på programmet Godt Sagt, på temalørdage og på udsendelsesrækken Ufrivillig Far, om mænd, der bliver fædre mod deres vilje. Senest har hun været vært på udsendelser om barnløse mænd.
Hun har siden 2009 skrevet fast for Berlingske og anmelder derudover litteratur for avisen. Tidligere har hun været krimianmelder på Fyens Stiftstidende, fast gæst i DR2's Smagsdommerne og i Søndagsfrokosten på P1.
15. september 2016 tiltrådte Hermansen som debat- og navneredaktør på Berlingske, samt chef for Lederkollegiet. Pr. 1. august 2017 blev hun tillige kulturredaktør for avisen. I 2018 mistede hun posten som debatredaktør og chef for lederkollegiet på Berlingske, men fortsatte som kulturredaktør. I 2020 meddelte Berlingske, at hun fratrådte som kulturredaktør, men ville fortsætte som kulturkommentator. I marts 2022 kom det frem at fratrædelsen skyldtes alvorlige problemer med hendes ledelsesstil. Hermansen havde orlov fra Berlingske fra nytår 2022 og skiftede fra 1. juli 2022 fra Berlingske til Weekendavisen.

## Politik
I 2010 blev det offentliggjort, at Anne Sophia Hermansen ved det næste folketingsvalg ville stille op som kandidat for Liberal Alliance, men hun trak sig igen i januar 2011. Hendes politiske ståsted er borgerligt.
I 2014 blev Anne Sophia Hermansen kåret som Årets Republikaner af Den Republikanske Grundlovsbevægelse.

## Personligt
I 2015 havde Anna Sophia Hermansen siden 2012 boet sammen med sin mand, kommunikationschef og debattør Kasper Fogh Hansen, en søn og to bonusbørn i København. Hermansen blev skilt fra Kasper Fogh Hansen i 2015, og giftede sig med Fleming Voetmann i 2022.